# American Fable
American Fable is een Amerikaanse film uit 2016 en het regiedebuut van Anne Hamilton.

## Verhaal
De jonge Gitty, een 11-jarig meisje dat op een boerderij woont in het landelijke Amerika van de jaren tachtig, probeert zich geen zorgen te maken over het feit dat haar familie de boerderij kwijtraakt en probeert de stress van haar thuis te ontvluchten door de boerderij en de landerijen te verkennen. Ze is echter geschokt als ze ontdekt dat de projectontwikkelaar die lokale boerderijen opkoopt, nu gevangen lijkt te worden gehouden in de oude verlaten graansilo van de familie aan de rand van de boerderij. Gitty begint tijd met de man door te brengen, en wordt uiteindelijk verscheurd tussen trouw aan wat zij denkt dat goed is, en trouw aan haar eigen familie. Alles is echter niet wat het lijkt, want de familie raakt betrokken bij figuren die zo uit een sprookje lijken te komen.

## Rolverdeling
- Peyton Kennedy - Gitty
- Richard Schiff - Jonathan
- Kip Pardue - Abe
- Marci Miller - Sarah
- Gavin MacIntosh - Martin
- Zuleikha Robinson - Vera
- Charlie Babbo - Michael
- Spencer Moss - Heidi
- Rusty Schwimmer - Ethel
- Theresa Tilly - Anna Winters

## Prijzen en nominaties
| Jaar | Prijs                       | Categorie                                                              | Genomineerde   | Resultaat   |
| ---- | --------------------------- | ---------------------------------------------------------------------- | -------------- | ----------- |
| 2016 | New Hampshire Film Festival | Audience Choice - Feature                                              | Anne Hamilton  | Gewonnen    |
| 2016 | Savannah Film Festival      | Special Jury Award: Breakout Performance                               | Peyton Kennedy | Gewonnen    |
| 2016 | SXSW Film Festival          | SXSW Gamechanger Award                                                 | Anne Hamilton  | Genomineerd |
| 2017 | Joey Award                  | Best Actress in a Feature Film Leading Role                            | Peyton Kennedy | Gewonnen    |
| 2017 | Young Entertainer Award     | Best Leading Young Actress - Independent or Film Festival Feature Film | Peyton Kennedy | Genomineerd |